# Myiarchus oberi
El copetón de Ober o atrapamoscas de las Antillas Menores (Myiarchus oberi) es una especie de ave paseriforme de la familia Tyrannidae perteneciente al numeroso género Myiarchus. Es nativo de las Antillas menores.

## Distribución y hábitat
Se encuentra en Antigua y Barbuda, Dominica, Guadalupe, Martinica, San Cristóbal y Nieves y Santa Lucía.
Esta especie es considerada generalmente común en sus hábitats naturales: principalmente los bordes y el dosel de bosques denso, arbustales espinosos modificados y plantaciones de árboles, en altitudes por arriba de los 100 m; con mucho menos frecuenca en crecimientos secundarios o matorrales en elevaciones menores. Hasta los 900 m.

## Sistemática

### Descripción original
La especie M. oberi fue descrita por primera vez por el ornitólogo estadounidense George Newbold Lawrence en 1877 bajo el mismo nombre científico; su localidad tipo es: «Dominica».

### Etimología
El nombre genérico masculino «Myiarchus» se compone de las palabras del griego «μυια muia, μυιας muias» que significa ‘mosca’, y «αρχος arkhos» que significa ‘jefe’; y el nombre de la especie «oberi», conmemora al naturalista y recolector estadounidense Frederick Albion Ober (1849–1913).

### Taxonomía
Los estudios genéticos indican que esta especie es hermana de Myiarchus antillarum.

### Subespecies
Según las clasificaciones del Congreso Ornitológico Internacional (IOC) y Clements Checklist/eBird se reconocen cuatro subespecies, con su correspondiente distribución geográfica:
- Myiarchus oberi berlepschii Cory, 1888 – San Cristóbal y Nieves y Barbuda.
- Myiarchus oberi oberi Lawrence, 1877 – Guadalupe y Dominica.
- Myiarchus oberi sanctaeluciae Hellmayr & Seilern, 1915 – Santa Lucía.
- Myiarchus oberi sclateri Lawrence, 1879 – Martinica.